# Tinajo (plaats)
Tinajo is een plaats in de gelijknamige gemeente Tinajo op het Spaanse eiland Lanzarote. Het dorp telt 2.809 inwoners (2007). 

## Indeling
Het langgerekte dorp is verdeeld in verschillende buurten (cijfers inwoners 2007):
- El Calvario (178)
- La Cañada (546)
- La Costa (601)
- La Laguneta (486)
- Plaza San Roque (311)
- Tajaste (687)

## Verkeer en vervoer
Het dorp is bereikbaar over de LZ-67 en de LZ-20.